# Villers-les-Pots
Villers-les-Pots is een gemeente in het Franse departement Côte-d'Or (regio Bourgogne-Franche-Comté). De plaats maakt deel uit van het arrondissement Dijon. Villers-les-Pots telde op 1 januari 2022 1.206 inwoners.

## Geografie
De oppervlakte van Villers-les-Pots bedroeg op 1 januari 2022 10,43 vierkante kilometer; de bevolkingsdichtheid was toen 115,6 inwoners per km².
De onderstaande kaart toont de ligging van Villers-les-Pots met de belangrijkste infrastructuur en aangrenzende gemeenten.

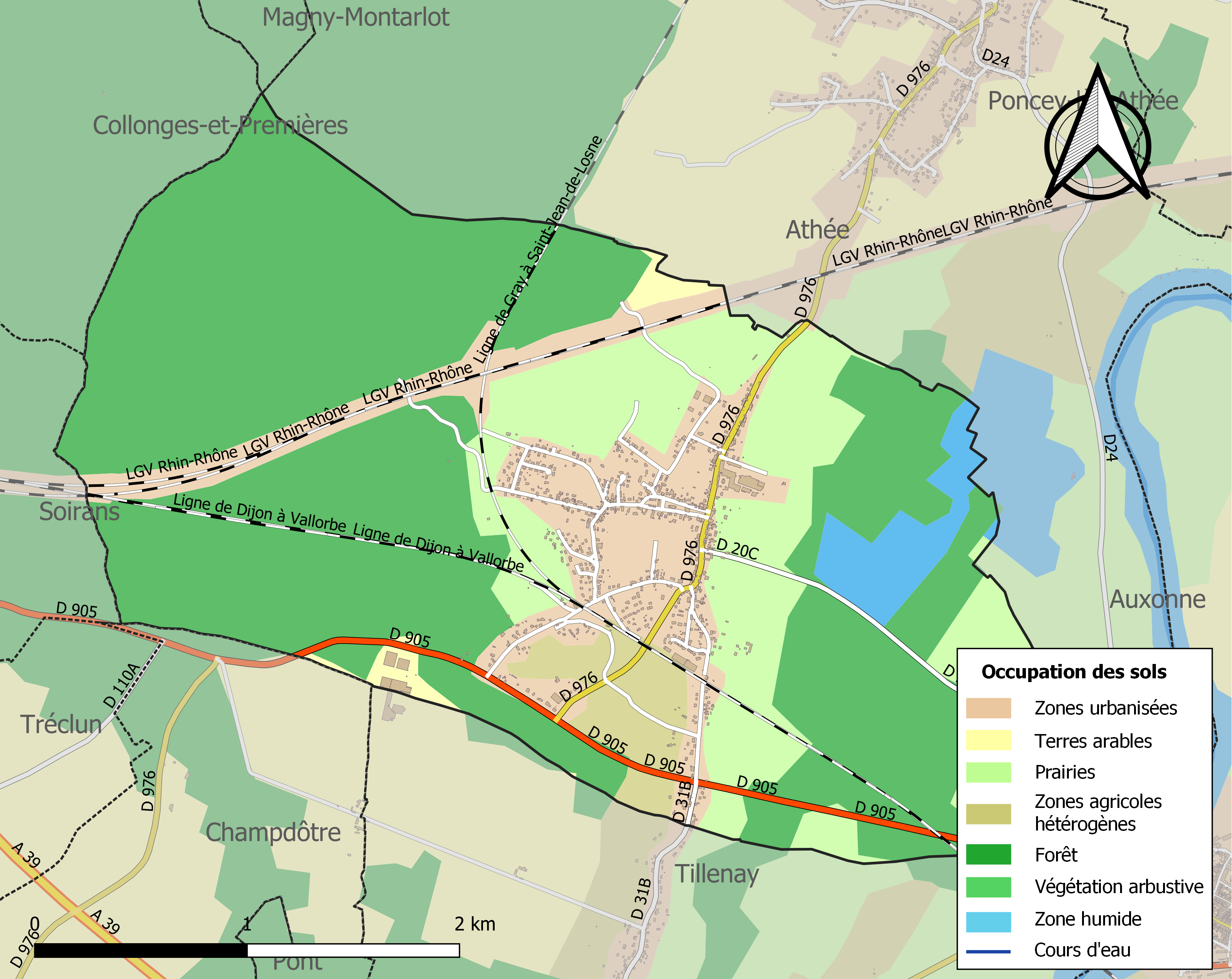

## Demografie
Onderstaande figuur toont het verloop van het inwonertal (bron: INSEE-tellingen).